# Stelis melanotricha
Stelis melanotricha är en biart som först beskrevs av Cockerell 1925.  Stelis melanotricha ingår i släktet pansarbin, och familjen buksamlarbin. Inga underarter finns listade i Catalogue of Life.